# Glykogensyntáza

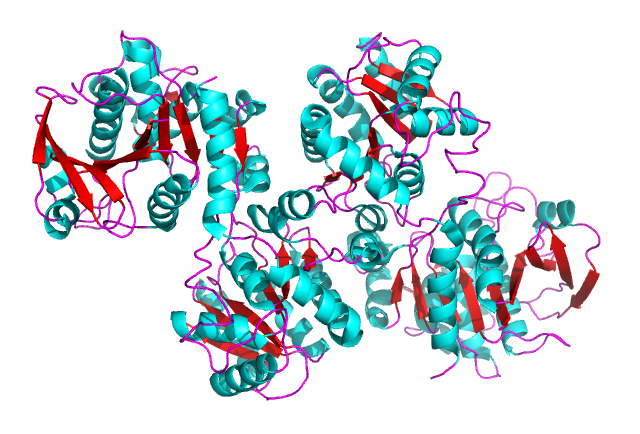
Glykogensyntáza 1 z bakterie Agrobacterium tumefaciens

Glykogensyntáza je enzym ze skupiny transferáz, který katalyzuje spojování molekul glukózy α-1,4-glykosidickou vazbou a tím prodlužuje polymerní molekuly glykogenu. Glykogensyntáza váže aktivovanou glukózu (UDP-glukózu), kterou v buňce vyrábí UDP-glukóza difosforyláza, načež se z těchto molekul uvolní UDP a vznikne glukosyloxoniový meziprodukt, který atakuje 4' hydroxylovou skupinu koncové glukózy glykogenu.
Glykogensyntáza je schopna i začít syntézu zcela nové molekuly glykogenu, a to navázáním první glukózy na OH skupinu tyrosinu v molekule bílkoviny glykogeninu.